# Фотожаба

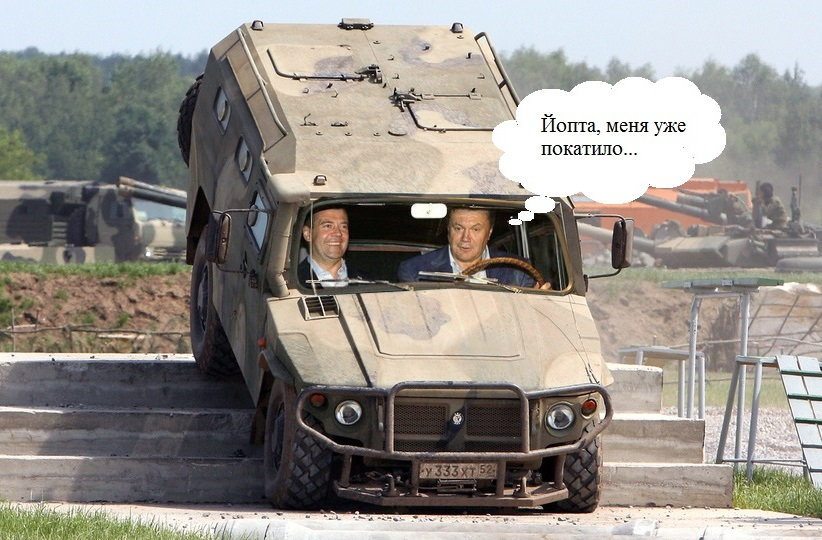
Фотожаба на втечу Януковича з України та російську окупацію Криму. Фотомонтаж у Adobe Photoshop CS5

Фотожа́ба, також жа́ба — графічна карикатура, шарж; сленгова назва різновиду фотомонтажу, перероблення зображення за допомогою растрового або векторного графічного редактора із застосуванням спецефектів комп'ютерного дизайну. Рідше сленгове «жаба» використовується як вираз недовіри стосовно змісту поста або коментаря, зокрема не графічного, а текстового.

## Походження вислову
Вираз «фотожаба» виник від спотворення назви популярного графічного редактора Adobe Photoshop (в транскрипції — фотошоп, фотожоп). Водночас натякається на величезні можливості комп'ютерної графіки для підробки зображень чи документів, тобто означає «це зображення (текст) — підробка, омана, неправда». Вважається що термін вперше використав 19 серпня 2004 року російський блогер usachev на сервісі LiveJournal. Поширеним явище стало з розвитком веб-блогів, де кожен користувач може коментувати чужі записи. В англомовному інтернет-середовищі це явище називають англ. photoshopping або англ. fotofuck.

## Створення фотожаб
Зазвичай фотожаба — це гумористичний або сатиричний колаж, виготовлений з будь-якої фотографії з метою розвинути сюжет, зробити його смішнішим (сленг. — лулз). Створювані зображення мають переважно карикатурні властивості. Можуть виникати мимовільно або цілеспрямовано. Стихійні фотожаби можуть базуватися на популярних фотографіях з новин, найчастіше вони засновані просто на кумедних випадкових фотографіях, іноді можуть носити ідеологічну забарвленість. Фотожаби можуть ставати основою інтернет-мемів.
Для створення фотожаб найчастіше використовується редактор Adobe Photoshop, хоча для цього може бути використаний будь-який інший графічний редактор — наприклад, Microsoft Paint, GIMP, Corel Photo-Paint, Paint.NET та інші.
Для створення фотожаби треба перш за все визначитись з задумом шаржу. Наступний крок — вибір оригінального зображення, яке буде «жабитись». На оригінальне зображення накладається персонаж фотожаби, вирізаний по контуру в графічному редакторі та збережений в окремому шарі для полегшення процесу «зажабки» для решти учасників фотожаби. Нерідко фотожаба містить коментарі чи висловлювання, думки героя сюжету.
До жаб також відносять звукові жаби (приклад — Crazy Frog) і відеожаби (фільми з «гоблінським» перекладом).

## Photoshop tennis
В інтернет-блогах і на форумах наприкінці 1990-х — початку 2000-х «Фотожаба» стала своєрідною онлайновою грою (англ. Photoshop tennis, також Photochop contest, Fotofuck), яка полягає в послідовній зміні-жабленні зображення двома або декількома гравцями.
Фотожаби є звичайним вмістом на іміджбордах, де між учасниками відбувається своєрідне спілкування за допомогою розміщення картинок (зазвичай не власного виробництва). Існують популярні інтернет-спільноти, присвячені фотожабам. В низці країн популярними стали щорічні чемпіонати з фотожаби, зокрема відкритий конкурс «Layer Tennis» в США, норвезький чемпіонат «Fotofikling» та інші.
Найбільш вдалі фотожаби стають контентом розважальних і інформаційних сайтів.